# 福島高等商業学校
福島高等商業学校（ふくしまこうとうしょうぎょうがっこう）は、1921年（大正10年）12月に設立された旧制専門学校。通称は福島高商。
全国7番目の官立高等商業学校として設立され、東北地方では唯一の官立高商であった。本科・専修科・東亜経済実務科を設置した。第二次世界大戦中に福島経済専門学校（福島経専）と改称された。
現在の福島大学経済経営学類の前身である。卒業者により「信陵同窓会」が組織されている。

## 沿革
- 1921年12月：設立。
- 1921年12月：東北経済研究所を設置。
  - 東北地方全域にわたる資料収集・調査研究を行い現「地域創造支援センター」に継承。
- 1922年：第1回入学式。
- 1930年3月：経済研究会の機関誌『商学論集』創刊。
- 1944年4月：福島経済専門学校と改称。
- 1949年5月：福島大学に包括され経済学部（現、経済経営学類）となる。

## 校地

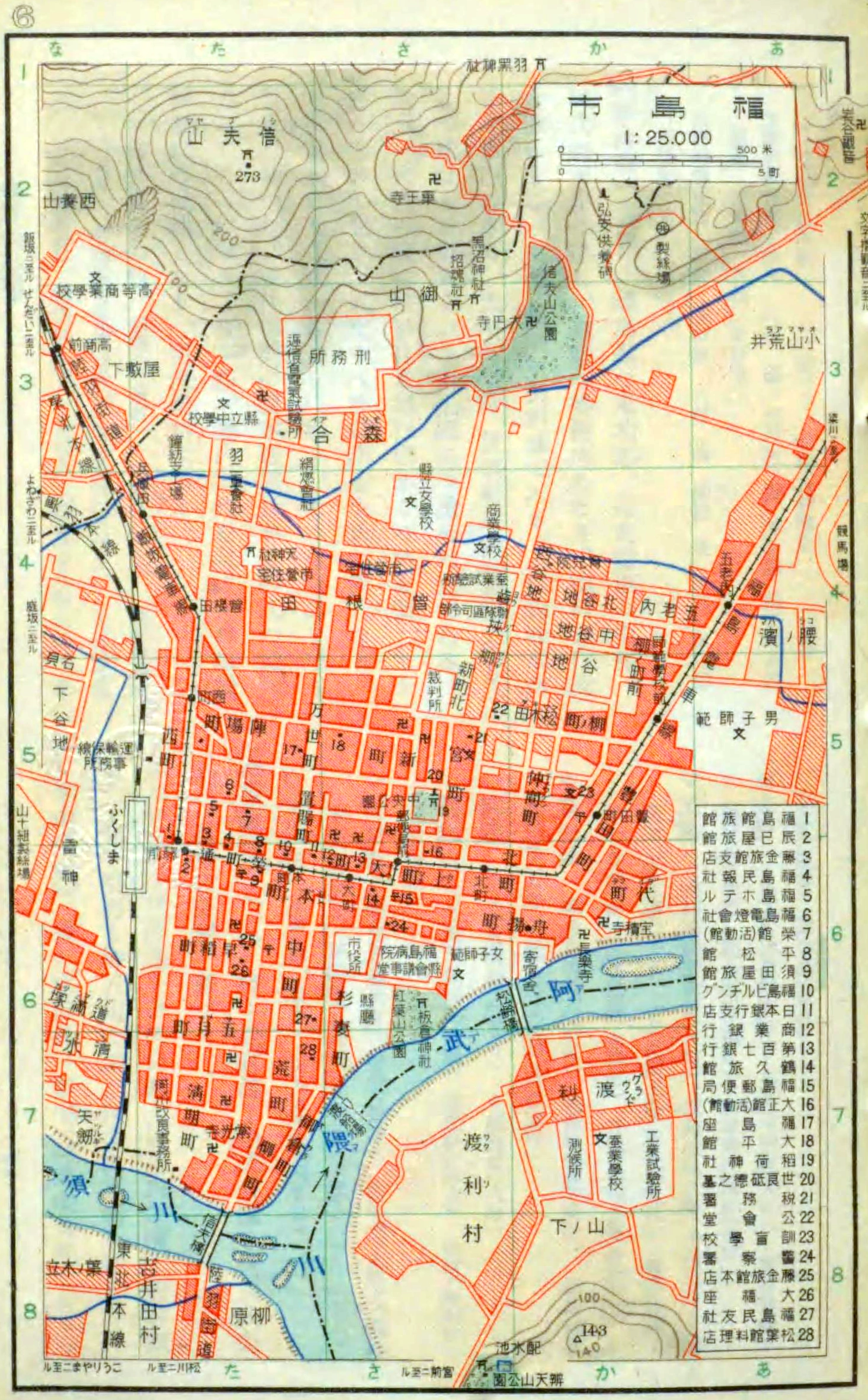
福島市中心部の地図（1929年）

設立以来の森合校地（福島市内：設立時は同市に隣接する清水村）は、学制改革を経て福島大学経済学部の校地として継承されたが、1981年、他学部とともに金谷川校地に統合移転されたため廃止された。跡地には県立図書館が建設され、東南角に「福大経専・経済学部跡記念碑」が建立されている。

## 歴代校長
- 初代：蒲生保郷（1921年12月10日[1] - 1927年8月）
  - 前・山口高等商業学校教授
- 第2代：伊藤仁吉（1927年8月 - 1940年1月）
  - 前・東京帝国大学書記官
- 第3代：江口重国（1940年1月 - 1943年10月）
  - 前・東京帝国大学書記官
- 第4代：西沢喜洋芽（1943年10月 - 1949年5月）
  - 前・京都商工会議所理事。新制福島大学初代学長
- 第5代：中村常次郎（1949年5月 - 1951年3月）
  - 前・福島経専教授。福島大学経済学部 初代学部長

## 著名な出身者
- 飯塚毅 - TKC創業者・元社長、TKC全国会名誉会長。日本会計研究学会太田賞受賞。
- 葦津珍彦 - 中退。神社本庁設立。
- 加藤一夫 - 元静岡大学学長。
- 北町一郎 - 小説家。
- 清水一郎 - 元群馬県知事。
- 河原田穣 - 元福島市長。
- 佐藤保三郎 - 元キリンビール社長、会長。
- 申秉鉉 - 元大韓民国副総理兼大韓民国経済企画院長官。
- 蘇宣奎 - 元大韓民国参議院副議長。
- 中山善郎 - 元コスモ石油社長、会長。
- 丹羽厚悦 - 前山形銀行頭取、顧問。
- 鈴木辰雄 - 北都銀行初代頭取。

## 関連事項
他の官立高等商業学校については高等商業学校#主要な高等商業学校を参照。
- 高等商業学校
- 旧制専門学校
- 学制改革
- 福島師範学校・福島青年師範学校 - 新制福島大学の前身校